# Soul and Body
Soul and Body (« L'âme et le corps ») est un poème en vieil anglais qui figure sous des formes légèrement différentes dans deux des quatre codex de poésie vieil-anglaise, le Livre de Verceil et le Livre d'Exeter. Il s'agit d'un des rares poèmes anglo-saxons qui subsiste dans plus d'une seule version. Pour les distinguer, celle du Livre de Verceil est appelée Soul and Body I et celle du Livre d'Exeter, Soul and Body II.
La version du Livre d'Exeter est longue de 126 vers, alors que celle du Livre de Verceil en compte 166. Bien qu'elle soit plus longue, cette dernière est interrompue au beau milieu d'une phrase en raison de la perte d'une ou plusieurs folios du manuscrit à cet endroit. La partie commune aux deux versions est une réprimande adressée par une âme damnée à son corps, qu'elle accuse d'être responsable de sa situation en raison des péchés commis de son vivant. Cette partie se caractérise notamment par une description pleine de détails de la pourriture du corps physique. La partie supplémentaire de Soul and Body I suit le même modèle, mais cette fois-ci, il s'agit d'une louange adressée par une âme sauvée à son corps, dont le comportement exemplaire de son vivant lui a permis d'entrer au paradis.
Des éléments linguistiques et thématiques suggèrent que le poème pourrait avoir été rédigé vers la fin du IXe siècle ou le début du Xe siècle en Mercie, bien qu'il soit majoritairement écrit en saxon occidental tardif. Son eschatologie témoigne d'une influence irlandaise.